# 岩鹭
岩鹭（学名：Egretta sacra）为鹭科白鹭属的鸟类。是一種分布於南部亞洲和大洋洲的鷺。它有兩種顏色型態，分別是板岩灰或純白色羽毛。雌雄外觀相似。

## 分類
岩鷺在1789年由德國自然學家約翰·弗里德里希·格梅林正式描述，他在卡爾·林奈的《自然系統》修訂和擴展版中介紹了這個物種。他將其與鷺、鶴和白鷺一起歸入蒼鷺屬（Ardea），並創造了雙名Ardea sacra。 格梅林的描述是基於英國鳥類學家約翰·萊瑟姆在1785年其多卷作品中描述的“聖鷺”。自然學家約瑟夫·班克斯提供了一個在大溪地收集到的白色型態標本給萊瑟姆。 岩鷺現在被歸入由德國自然學家約翰·賴因霍爾德·福斯特於1817年引入的白鷺屬（Egretta）中的12個其他物種中。 這個屬名來自普羅旺斯法語中的小白鷺，aigrette，是aigron“鷺”的縮小形式。種小名sacra來自拉丁語sacer，意思是“神聖的”。 岩鷺在太平洋地區的原住民中有多種名稱。在紐西蘭，有多個名稱，包括kākatai，matuku moana和matuku tai。 在斐濟稱為belō，在薩摩亞稱為matu'u，在紐埃、湯加和瓦利斯島稱為motuku。
有兩個亞種被認可：
- E. s. sacra（格梅林，JF，1789）——孟加拉南部沿海和安達曼群島到琉球群島（日本南部）、澳大利亞（不包括南部外島）、美拉尼西亞（不包括新喀里多尼亞）到土阿莫土群島（東波利尼西亞）。中國分布于台湾以及中国大陆的海南、浙江、福建、广东、澎湖列岛等地。[11]

- E. s. albolineata（喬治·羅伯特·格雷，1859）——包括羅雅提群島在內的新喀里多尼亞

## 描述
岩鷺是中等大小的鷺，體長可達57至66 cm（22至26英寸），翼展在90、110 cm（35、43英寸）之間，平均體重為17.029公克。這種物種顯示出一種不尋常的、非性別的多態性，一些成員擁有全白色羽毛（“淺色”型態），而其他（大部分）則是木炭灰色（“深色”型態）。顏色變異或“型態”的原因未知，但通常被認為與偽裝有關。未成熟鷺的羽毛趨向於更棕色和更暗淡。
岩鷺的腿為黃灰色，灰色變體的喉部和下巴有一條狹窄的白色條紋。牠們的喙為棕色，眼睛呈金黃色，臉部周圍通常呈綠色到黃色。

## 分布與棲地
岩鷺廣泛分布於南亞和大洋洲。在澳大利亞，岩鷺棲息於大部分海岸線和包括托雷斯海峽群島在內的離岸島嶼。
南亞分布于东南亚、台湾以及中国大陆的海南、广东、福建、浙江等地，主要生活于岩壁海岸或小岛上以及筑巢于岩壁或树上。
大洋洲分布於澳大利亚、紐西兰、密克羅尼西亞，在關島、馬紹爾群島、北馬里亞納群島和帛琉等多個島嶼有繁殖記錄。 該物種還分布於西波利尼西亞的各個地區，包括斐濟、 法屬波利尼西亞和湯加，但不在紐埃繁殖。 1991年和2018年對斐濟島嶼羅圖馬進行的調查表明，岩鷺最近已經在該島定居。
紐西蘭被認為是岩鷺分布的南限。 儘管相對罕見，該物種在全國範圍內都有分布，但在北地大區最為常見。
该物种的模式产地在太平洋的大溪地。

## 行為與生態

### 繁殖
該物種全年在叢林中的棕櫚樹和紅樹林之間，或舊建築物的空洞中築巢群居繁殖。巢由樹枝和花朵構成，產下2-3枚淡綠藍色的蛋。雄性和雌性共同孵卵，通常有28天的孵卵期。雛鳥孵化後，親鳥育雛時間約五週。

### 食物與覓食
它們的食物來源主要由各種海洋魚類、甲殼類、軟體動物和蠕蟲組成。

## 保育狀況
在紐西蘭，岩鷺被列為“國家瀕危”物種。在惠靈頓地區被分類為“區域性危急”。
- 中国国家重点保护动物等级：二级

## 圖庫

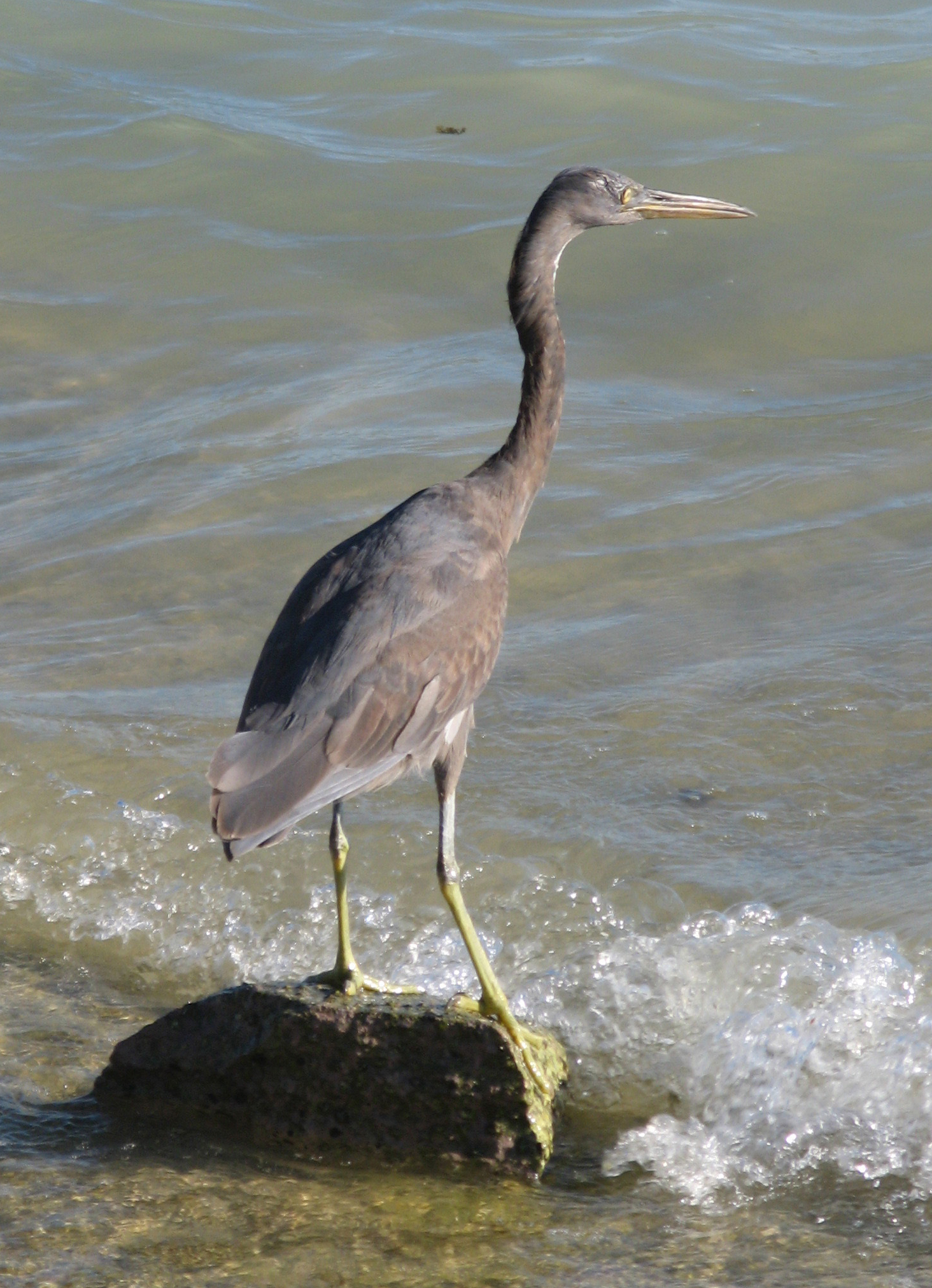
暗色型岩鷺的亞成鳥，攝於澳洲
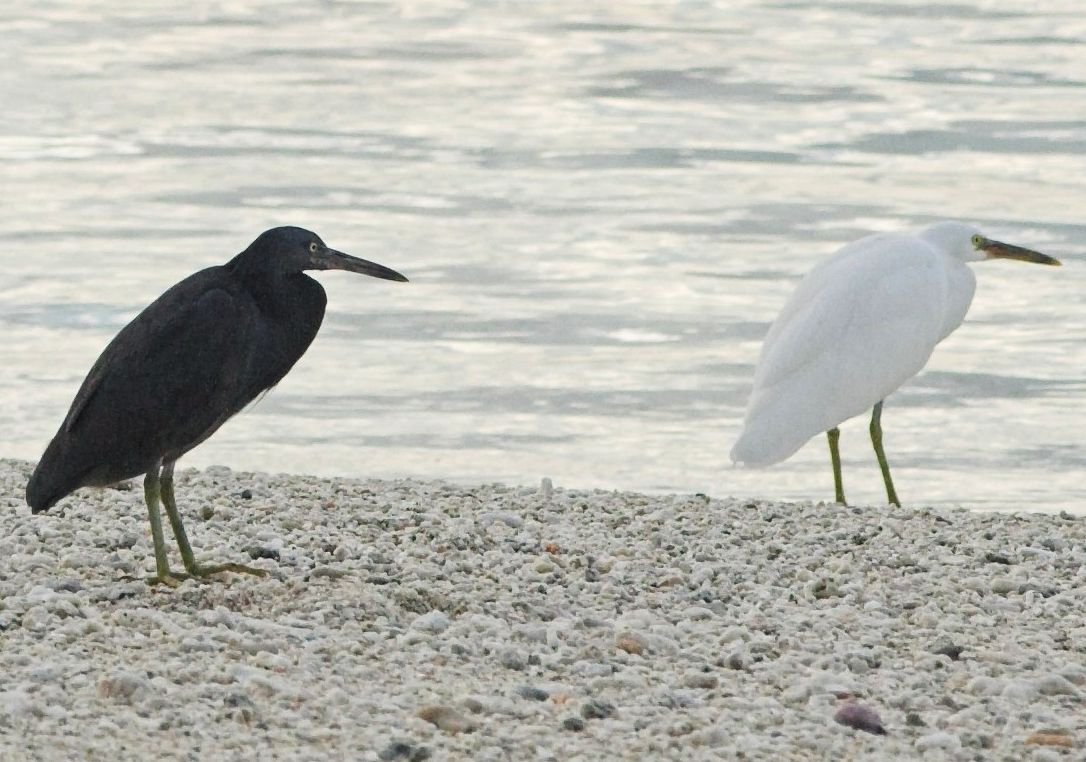
白色型與暗色型的岩鷺
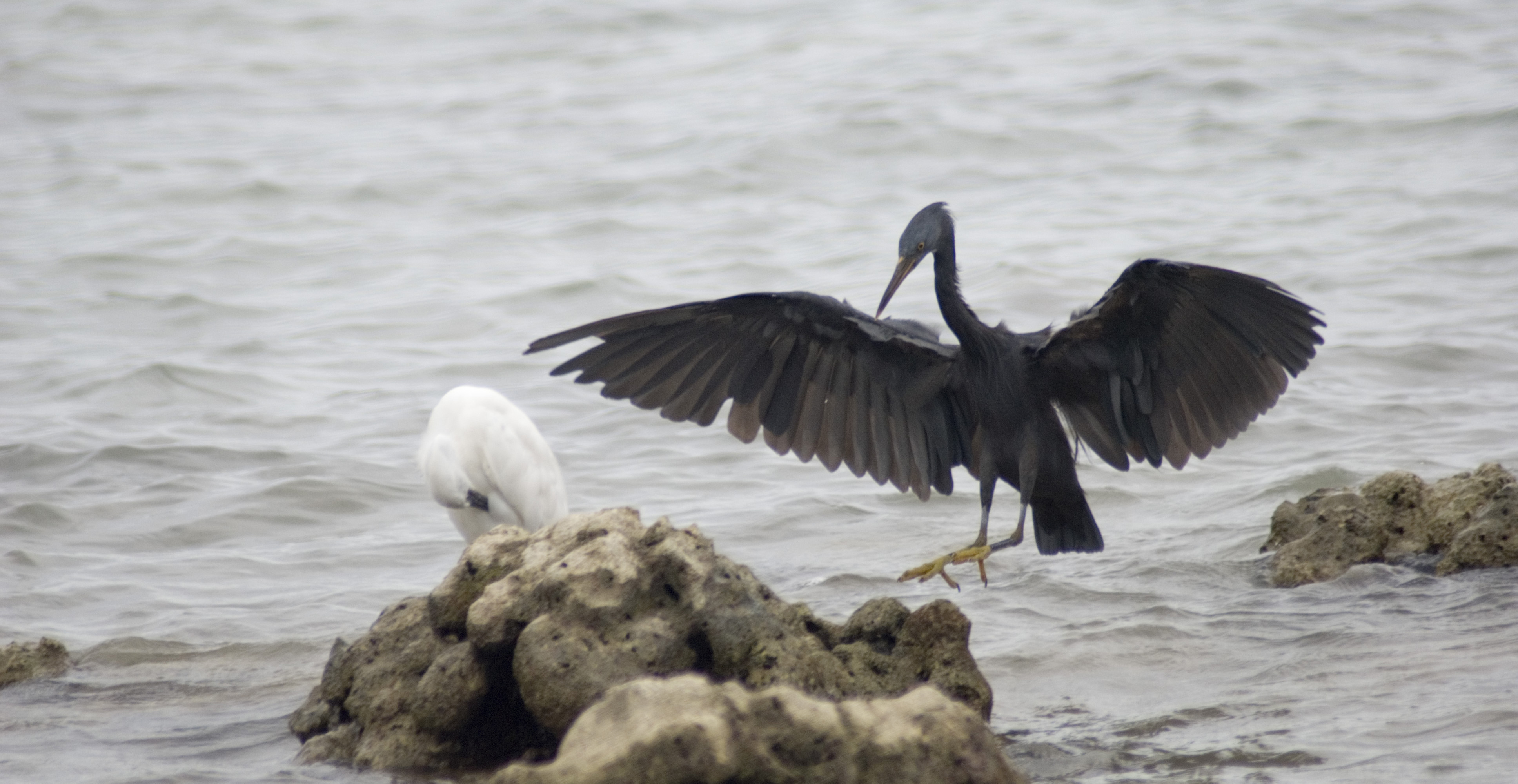
白色型與暗色型的岩鷺，攝於泰國
- 穆盧拉巴, 澳洲

## 外部連結
- 图片 （页面存档备份，存于）